# Checkpoint (hiv-sneltestlocatie)

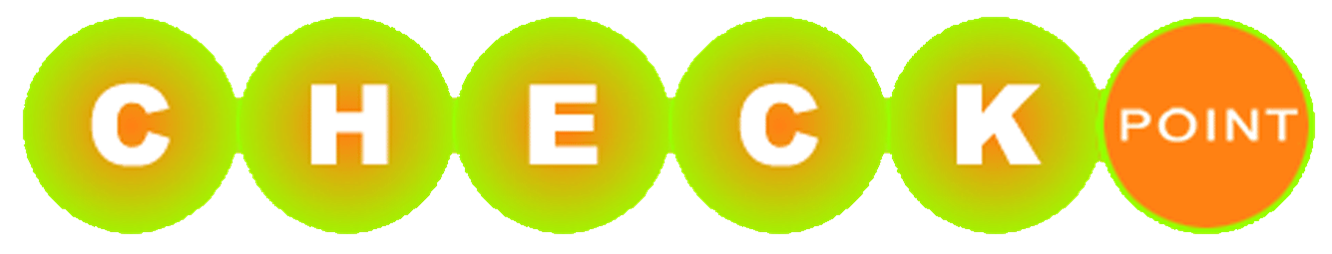
Logo van Checkpoint Amsterdam

Checkpoint was de naam van de eerste hiv-sneltestfaciliteit in Nederland en Europa. Dit vrijwilligersproject was gevestigd in Amsterdam en vanaf 21 juni 2002 tot aan de opheffing ervan op 27 juni 2008 hebben bijna 5000 mensen zich bij Checkpoint op hiv laten testen. 
De door Checkpoint gehanteerde sneltest op hiv was bij de start en gedurende het bestaan van het project nog uniek in Nederland omdat deze toen nog niet door de GGD's werd toegepast. GGD's en huisartsen gebruikten de reguliere hiv-antistoftest en cliënten moesten 1 tot 2 weken wachten op de uitslag. Toen steeds meer GGD's de hiv-sneltest gingen aanbieden, was het bestaan van Checkpoint overbodig geworden en kon het zichzelf opheffen.
De hiv-sneltest maakt het mogelijk om een betrouwbare testuitslag binnen 15 à 20 minuten te genereren, hetgeen in de praktijk drempelverlagend blijkt te werken. Doordat zodoende meer mensen zich laten testen, worden ook meer mensen met een hiv-infectie bereikt. Een duidelijk voordeel is dat de diagnose bij hen in een zo vroeg mogelijk stadium van de ziekte kan worden gesteld, en dat zij zich vervolgens adequaat kunnen laten behandelen. Ook wordt bij hiv-positieve de besmettelijke periode bij een succesvolle vroege behandeling teruggedrongen.
Naast ontwikkeling van de inmiddels breed gehanteerde hiv-sneltestmethodiek heeft Checkpoint zich gedurende zijn bestaan ook ingezet voor de invoering van de hiv-sneltest in binnen- en buitenland en de begeleiding hierbij.

## Aanleiding
Toen in 2001 de stichting Schorer zich meer concentreerde op haar taak als kenniscentrum, bleef er minder tijd over voor een uitvoerend project als de Weekendpoli. 
Onderzoek toonde in 2000 aan dat in Nederland slechts 42% van de mannen die seks hadden met mannen (MSM) ooit getest was op hiv. De vrijwilligers van de Weekendpoli wisten uit ervaring dat de hiv-sneltest drempelverlagend zou werken en benaderden de Hiv Vereniging Nederland (HVN) met het plan om de hiv-sneltest te introduceren in Nederland. 
GlaxoSmithKline, als belangrijke partner in de aidsbestrijding in Nederland, meende dat het conceptprogramma veel aanknopingspunten bood voor innoverend beleid, dat zij dit project financieel wilden ondersteunen. Men was zich bewust dat bestaande instituten tegenwind zouden geven, maar deze essentiële innoverende stap moest gehonoreerd worden. De HVN, en met name Martijn Verbrugge, was een warm voorstander en gedurende 6 maanden bereidden de vrijwilligers zich intensief voor zodat op 14 juni 2002 Checkpoint, als eerste hiv-sneltestlocatie in Europa, geopend kon worden.

## Doelstellingen
De doelstellingen van Checkpoint waren drieërlei:
1. Het bekendmaken van de hiv-sneltest op de Nederlandse markt en zorgen dat deze testmethode onderdeel wordt van de reguliere SOA-screening;
2. De hiv-sneltestmethode moest aan iedereen aangeboden worden die risico op hiv had gelopen, ongeacht geslacht of seksuele voorkeur. Het testen moest gebeuren tijdens een gedegen pre en post test counselinggesprek. De opgedane kennis over deze methode moest geanalyseerd worden en later structureel overgedragen worden;
3. Op een later tijdstip moest een haalbaarheidsonderzoek starten om Checkpoint mogelijk uit te breiden naar een SOA-poli voor hiv-positieven waar over deze groep specifieke kennis en behandeling kon worden opgedaan.[4]

Met de introductie van deze methode wilde Checkpoint een bijdrage leveren aan een actiever testbeleid in Nederland.

## Geschiedenis
Bij de start waren reguliere instanties zoals SOA Aids Nederland en de GGD niet direct enthousiast en werd dit initiatief met enige scepsis begroet. Aanvankelijk moesten de volgende weerstanden overwonnen worden:
1. Checkpoint koos voor de Determine hiv-sneltest, de toen enige betrouwbare hiv-sneltest die op de Nederlandse markt te verkrijgen was. De betrouwbaarheid van de hiv-sneltest was al eerder bewezen maar nog niet bij iedereen bekend.[5]
2. Een ander kritiekpunt was dat de positieve uitslag van een hiv-sneltest eerst nog bevestigd moesten worden met een western blot (= gouden standaard) en dus een voorlopige uitslag was. De CDC had recent al geconstateerd dat 31% van de positieve uitslagen niet werd opgehaald.[6]
3. Hardnekkiger was de overtuiging dat 7 dagen-in-spanning-wachten-op-de-uitslag van een hiv-test een preventieve werking zou hebben, maar deze aanname kon niet wetenschappelijk onderbouwd worden; in de praktijk bleek het een kwestie van logistiek te zijn. Door zo veel mogelijk bloedmonsters tegelijk te testen, werd de kostprijs per test verlaagd. Als het laboratorium de testprocedure eenmaal startte, dan was binnen één uur de uitslag van alle bloedmonsters bekend. Daarnaast betekende het voor laboratoria een derving van inkomsten als testlocaties alleen nog de western blot zouden afnemen.

Cliënten wisten Checkpoint snel te vinden en daardoor moest het drempelverlagend inloopspreekuur losgelaten worden. Tijdens de eerste 26 vrijdagen bleek de behoefte al 20% hoger te liggen dan de toen beschikbare 375 testplekken. Regelmatig vertelden ze tijdens de intake dat ze jaren op deze sneltest hadden gewacht.
In 2003 werd dit initiatief door de Gemeente Amsterdam beloond met de Diversiteitsprijs.
De erkenning kwam in 2004 op de 15de Wereld Aids Conferentie in Bangkok waar Checkpoint kon aantonen dat de hiv-sneltest in Nederland drempelverlagend was voor MSM om zich te laten testen en hiermee werd de tweede doelstelling van Checkpoint behaald. Vanaf 2005 begon de GGD Amsterdam met het aanbieden van de hiv-sneltest aan bezoekers met verhoogd risico van de SOA-poli en werd ook de eerste doelstelling van Checkpoint gehaald.
In 2006 adviseerde het RIVM in zijn auditrapport “Audit SOA en hiv-preventie bij homoseksuele mannen” voor het Ministerie van VWS om het gebruik van de hiv-sneltest te stimuleren en alle belemmeringen die het gebruik tegenhouden te inventariseren en op te ruimen. Ook Schorer kreeg toen de aanbeveling van het Centrum Infectieziektebestrijding om "…op sekslocaties en horeca-inrichtingen de hiv-sneltest beschikbaar te stellen in outreachprogramma's…"
In het najaar van 2007 startte de SOA-poli in Amsterdam zelf met een SOA-spreekuur voor hiv-positieven en werd de derde en laatste doelstelling van Checkpoint door de GGD Amsterdam gerealiseerd. Alle beoogde doelen waren bereikt en er kwam energie vrij voor nieuwe uitdagingen. Een groep vrijwilligers wilde nog aan de slag met de overige aanbevelingen uit het NISSO-rapport "De Weekendpoli. Homospecifieke geslachtsziektenzorg de 21e eeuw in?" uit 2000, maar dit zou alleen kunnen in samenwerking met de GGD Amsterdam of Schorer. Beide organisaties voelden hier echter niets voor.
Toen 60% van de GGD’s de hiv-sneltest als standaardscreeningsmethode bleek te gebruiken of bezig was met de implementatie hiervan, kon dit project succesvol afgerond worden. Tijdens een groots afscheidsfeest op 27 juni 2008 bedankte de toenmalige burgemeester van Amsterdam Job Cohen alle vrijwilligers voor de bereikte resultaten. Aan SOA Aids Nederland, GGD Amsterdam, GSK en Schorer werd een volledig uitgeruste hiv-sneltestkoffer uitgereikt zodat zij het stokje van Checkpoint konden overnemen.
Nog een jaar lang werden hiv-sneltest-projecten in het buitenland ondersteund. Alle brondocumenten werden digitaal ter beschikking gesteld. 
De Checkpoint-formule is niet alleen binnen Nederland overgenomen maar ook in een 60-tal Europese steden. De Checkpoints in Denemarken, Frankrijk, Zweden en Zwitserland hebben van Checkpoint Amsterdam uitgebreide ondersteuning ontvangen. 
De Zwitserse Checkpoints gaan nog een stap verder en hebben zich ontwikkeld tot Homogezondheidscentra. Zij testen niet alleen op SOA en hiv, maar geven ook ondersteuning aan hiv+, bij coming out, algemene psychologische zorg aan homomannen, trainingen in veilig drugsgebruik, hulp bij stoppen met roken en alcoholmisbruik. In 2012 zijn Checkpoints geopend in Bern en Lausanne.
Begin 2015 maakte de Aids Healtcare Foundation (AHF), in samenwerking met de oud-coördinatoren van Checkpoint, een herstart onder de naam AHF Checkpoint.nl. De ervaring leerde dat niet iedereen kiest voor de gangbare testmogelijkheden bij huisarts en GGD en een groep zich liever 's avonds of in het weekend laat testen. In oktober 2023 werd dit testpunt gesloten.

## Kenmerken Checkpoint-formule

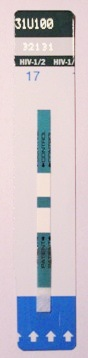
Determine Hiv-1/2 Rapid Test

Voor het opzetten van Checkpoint is vooral vanuit de klant gedacht. Waar, wanneer, door wie en hoe wil die getest worden op hiv.
- Gebruikt de hiv-sneltest (Checkpoint Amsterdam gebruikte de Determine hiv-sneltest (derde generatie) met een sensitiviteit van 100% en specificiteit van 99,75%)
- Positieve of dubieuze uitslagen worden bevestigd met een western blot test
- Bij het maken van de telefonische afspraak wordt een eerste aanzet gegeven voor het pre test gesprek door te vragen of de cliënt tot een groep met verhoogd risico behoort, wat de reden van de hiv-test en of de cliënt nog in de windowfase zit
- Gedegen pre- en post-test-counseling
- Cliënten met een positieve uitslag worden voor directe ondersteuning doorverwezen naar het Marieke Bevelander Huis (een project door hiv-positieve vrijwilligers die, de eerste 48 uur na een positieve uitslag, in meerdere talen ondersteuning bieden).
- Na de test is het Servicepunt van de HVN beschikbaar voor adviezen of eventuele vragen te beantwoorden
- Buiten kantooruren
- Liefst met medeweten en bijzijn van partner, vrienden of familie die bij een positieve uitslag goede ondersteuning kon bieden
- Op verzoek anoniem
- Homovriendelijk
- Tegen kostprijs
- Gericht op groepen met verhoogd risico
- Kennis en ervaring over hiv-sneltesten wordt gedeeld
- Voorlichting over veilige seks, condoomgebruik en sekstechnieken
- Gesprek over veilig vrijen en condoomdemonstratie
- Vaccinatie tegen hepatitis A en B voor risicogroepen

## Werkwijze Checkpoint Amsterdam
Aanvankelijk kon iedereen zonder afspraak binnenlopen. De vraag was groter dan het aanbod en noodzaakte om op afspraak te gaan werken. De vrijwilligers van het Servicepunt van de HVN beheerden de agenda. Cliënten werden bij het maken van de telefonische afspraak enkele vragen gesteld of ze wel of niet behoorden tot een groep met verhoogd risico, het gelopen risico en gaven ze uitleg over de windowfase. Met deze informatie kon op vrijdagavond een betere match tussen arts/verpleegkundige en cliënt gemaakt worden. Op donderdagavond belde het Servicepunt de cliënten op wachtlijst op om nog open plaatsen op de agenda aan te bieden. Hierdoor werd de werklast op de avond goed verdeeld en de gemiddelde wachttijd gereduceerd tot minder dan tien minuten.
Een paramedisch geschoold vrijwilliger schreef de cliënt in, voerde het gesprek over veilige seks en gaf een condoomdemonstratie.
Vervolgens hield een verpleegkundige of arts een pre-test-counselinggesprek, voerde de hiv-sneltest uit en deelde na 15 minuten de uitslag mede.
Bij een positieve of dubieuze uitslag werd bloed afgenomen voor een western blot. Voor de eerste opvang werd de cliënt gewezen op het Marieke Bevelander Huis en werd een afspraak gemaakt voor het ophalen van de bevestigingsuitslag een week later.
De bevestigingsuitslag werd door 79% een week later persoonlijk opgehaald. Omdat veel leden van de HVN aangegeven hadden dat de brochure 'Positief leven' te veel informatie bevatte om tot zich te nemen bij het eerste post-testgesprek, werd die informatiegids pas in het tweede post-testgesprek meegegeven. In tegenstelling tot een week eerder, waren cliënten aanmerkelijk minder emotioneel en hadden ze zeer gerichte en praktische vragen te stellen. Dit tweede post-testgesprek, was aanvankelijk een kritiekpunt, maar werd door de artsen, verpleegkundigen en cliënten als een extra toegevoegde waarde ervaren.

## Voor- en nadelen van de hiv-sneltest

### Voordelen
- Snelheid, na 15 à 20 minuten is de uitslag bekend
- Eenvoudig uit te voeren
- Laagdrempelig
- Goedkoper (vaak 5 tot 7 keer goedkoper dan de reguliere test)
- Iedere cliënt krijgt de uitslag
- Meer acceptatie bij cliënten uit ontwikkelingslanden, geen risico van verwisselen van bloed in het laboratorium
- Het zien van de positieve test verhoogt de acceptatie van de hiv-status en in een later stadium de therapietrouw
- Gemakkelijk te gebruiken bij outreach-projecten.

### Nadelen
- De sneltest is een kwalitatieve test, dus de gebruiker moet ervaren zijn in het aflezen en interpreteren van de uitslag
- Beperkte afleestijd (tijdsspanne dat de test kan worden afgelezen) na het uitvoeren van de test
- Beperkte houdbaarheid tussen 6 en 12 maanden
- De uitslag van de hiv-sneltest moet nog bevestigd worden met een western blot of andere (snel)test
- Niet geschikt om in korte tijd veel mensen te testen, dan wordt het gebruik van de reguliere hiv-test economischer
- Het gebruik van de hiv-sneltest veroorzaakt een inkomstendaling voor laboratoria omdat nu alleen nog de western blot wordt aangevraagd
- Artsen en verpleegkundigen kunnen angst niet meer als preventiemiddel gebruiken.

## Vrijwilligers
Dit project werd uitgevoerd met 43 vrijwilligers. Na een selectie volgde, afhankelijk van ervaring en functie, een intern opleidingstraject voordat men zelfstandig ging werken. 
In 2007 kreeg Checkpoint als tweede vrijwilligersorganisatie in Amsterdam en 25ste in Nederland van de Vereniging Nederlandse Organisatie Vrijwilligerswerk (NOV), de kwaliteitsonderscheiding Goed Geregeld uitgereikt.

## Consulten en diagnoses
Met de knop in de tabelkop kan de inhoud per kolom gesorteerd worden. 
| Aantal hiv-testen | Groep        | 2002  | 2003  | 2004   | 2005   | 2006   | 2007   | 2008   |
| ----------------- | ------------ | ----- | ----- | ------ | ------ | ------ | ------ | ------ |
| Checkpoint        | MSM          | 213   | 477   | 531    | 438    | 360    | 397    | 174    |
| Checkpoint        | Heteromannen | 129   | 323   | 251    | 272    | 164    | 202    | 82     |
| Checkpoint        | Vrouwen      | 92    | 208   | 194    | 150    | 120    | 99     | 39     |
| Checkpoint        | Totaal       | 434   | 1008  | 976    | 860    | 644    | 698    | 295    |
| GGD Amsterdam     | MSM          | 1.537 | 1.532 | 1.661  | 2.238  | 2.488  | 3.419  | 4.230  |
| GGD Amsterdam     | Heteromannen | 2.938 | 2.954 | 4.175  | 4.744  | 6.398  | 9.177  | 9.630  |
| GGD Amsterdam     | Vrouwen      | 3.415 | 3.626 | 5.039  | 5.564  | 7.712  | 11.340 | 11.760 |
| GGD Amsterdam     | Totaal       | 7.890 | 8.112 | 10.875 | 12.546 | 16.598 | 23.936 | 25.620 |

| Aantal hiv+   | Groep        | 2002 | 2003 | 2004 | 2005 | 2006 | 2007 | 2008 |
| ------------- | ------------ | ---- | ---- | ---- | ---- | ---- | ---- | ---- |
| Checkpoint    | MSM          | 14   | 21   | 21   | 26   | 23   | 11   | 14   |
| Checkpoint    | Heteromannen | 1    | 1    | 1    | 2    | 2    | 0    | 0    |
| Checkpoint    | Vrouwen      | 1    | 2    | 1    | 0    | 1    | 1    | 2    |
| Checkpoint    | Totaal       | 16   | 24   | 23   | 28   | 26   | 12   | 16   |
| GGD Amsterdam | MSM          | 56   | 65   | 89   | 126  | 95   | 118  | 148  |
| GGD Amsterdam | Heteromannen | 14   | 7    | 14   | 16   | 22   | 15   | 19   |
| GGD Amsterdam | Vrouwen      | 12   | 15   | 17   | 21   | 18   | 29   | 11   |
| GGD Amsterdam | Totaal       | 82   | 87   | 120  | 163  | 132  | 163  | 178  |

| % hiv+        | Groep        | 2002 | 2003 | 2004 | 2005 | 2006 | 2007 | 2008 |
| ------------- | ------------ | ---- | ---- | ---- | ---- | ---- | ---- | ---- |
| Checkpoint    | MSM          | 6,8  | 4,8  | 5,7  | 5,7  | 6,5  | 2,9  | 8,1  |
| Checkpoint    | Heteromannen | 0,8  | 0,3  | 0,4  | 0,7  | 1,2  | 0,0  | 0,0  |
| Checkpoint    | Vrouwen      | 1,1  | 1,0  | 0,5  | 0,0  | 0,8  | 1,0  | 5,1  |
| GGD Amsterdam | MSM          | 3,6  | 4,2  | 5,4  | 5,6  | 3,8  | 3,5  | 3,5  |
| GGD Amsterdam | Heteromannen | 0,5  | 0,2  | 0,3  | 0,3  | 0,3  | 0,2  | 0,2  |
| GGD Amsterdam | Vrouwen      | 0,4  | 0,4  | 0,3  | 0,4  | 0,2  | 0,3  | 0,1  |

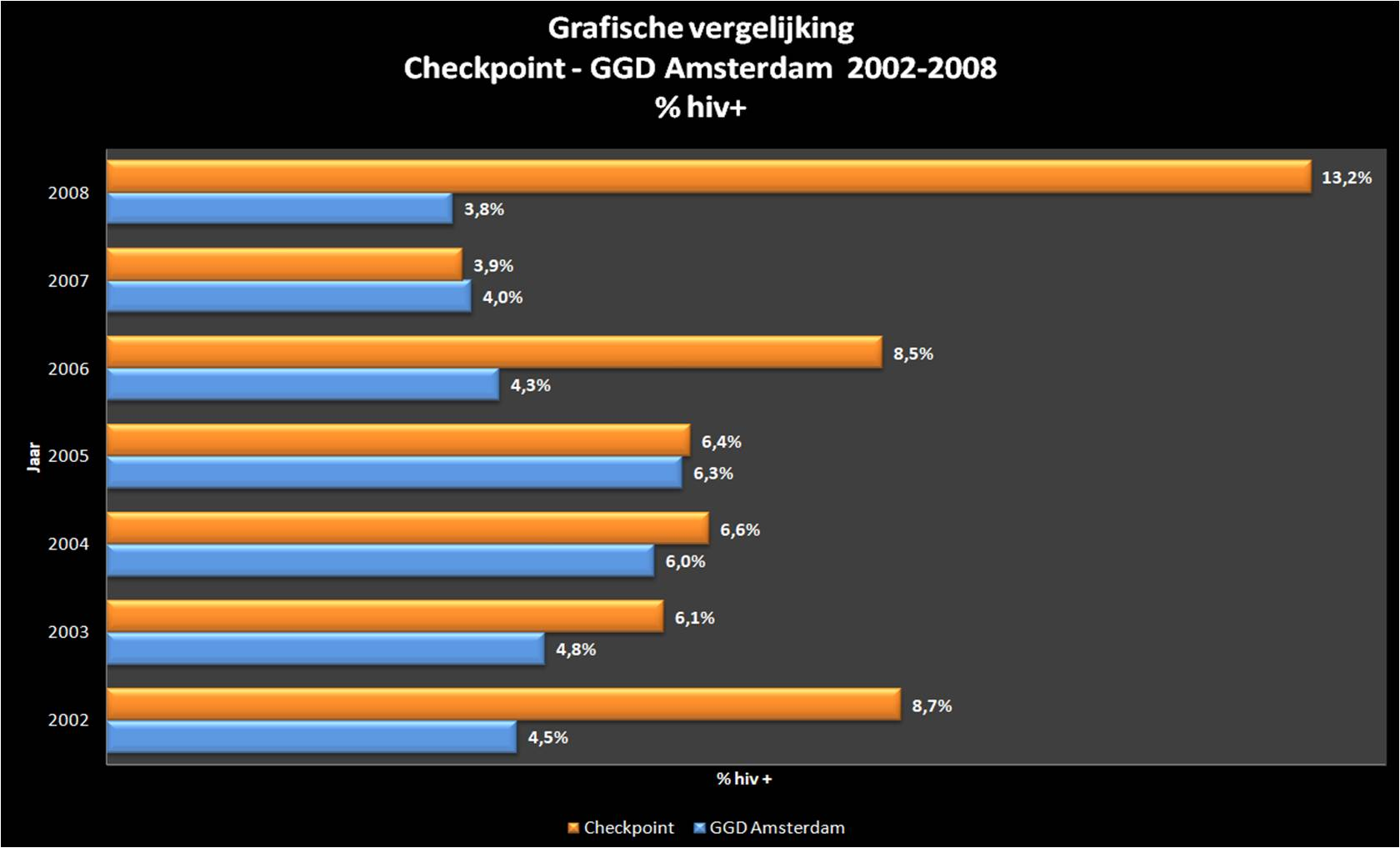
Grafische vergelijking %hiv+ Checkpoint vs. GGD Amsterdam

 Checkpoint lijkt gedurende de hier weergegeven jaren beter in staat groepen met een verhoogd risico te bereiken dan de GGD Amsterdam.
In 2002 en 2008 is Checkpoint 26 vrijdagavonden operationeel geweest.
Ter vergelijking zijn de corresponderende cijfers per groep opgenomen van de SOA-poli van de GGD Amsterdam.
Meer gedetailleerde resultaten zijn te vinden in "6 jaar Checkpoint, een samenvatting".

### Hiv-sneltest

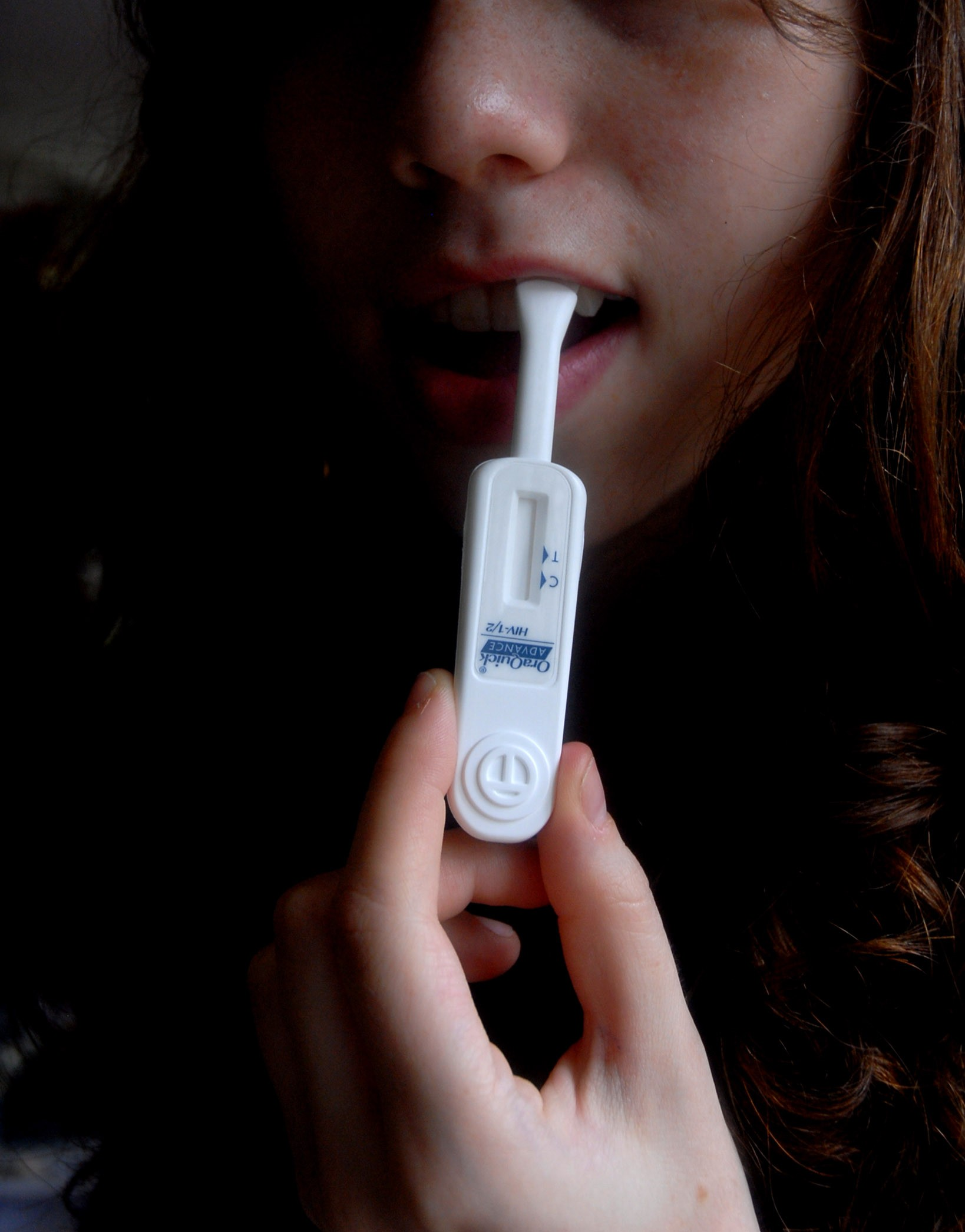
OraQuick Advance Hiv-1/2 Rapid Test

#### Detuned ELISA
Tot begin 2006 kon naast een western blot nog een Detuned ELISA aangevraagd worden; een bepaling die aangeeft of de infecties korter of langer dan 6 maanden geleden had plaatsgevonden. Bij 63% van de positieve uitslagen bleek het om niet-recente infecties te gaan.

#### Huisartsen
Enkele huisartsen gebruikten de hiv-sneltest in hun praktijk. Zij merkten dat dit drempelverlagend werkte bij patiënten die tegen een algeheel SOA-onderzoek opzagen.

#### Mister B
In deze leer- en fetisjwinkel in Amsterdam is op zondagmiddag een spreekuur gehouden. Hierdoor hoopte Checkpoint dichter bij de MSM te komen die in leerbars uitging. Dit bleek niet het geval te zijn, maar was wel aantrekkelijk voor laagopgeleide mannen die zeer risicovol gedrag vertoonden, regelmatig experimenteerden met partydrugs en niet in Amsterdam woonden. De incidentie onder deze cliënten was 5,6%.

#### Mondvocht
In samenwerking met OraSure werd een pilot gedaan met 1000 OraQuick®Advance™ Hiv1/2 sneltesten in mondvocht. Aanvankelijk leek dit de ideale hiv-zelftest te worden totdat tijdens de pilot 2 keer een fout-negatieve uitslag werd gevonden. In een iets kleinschalerige pilot in Londen werd 3 keer een fout-negatieve uitslag gevonden.

#### Tevredenheidsonderzoek
In 2005 heeft onder de cliënten een tevredenheidsonderzoek plaatsgevonden. Van de 543 cliënten namen er 275 aan deel en waardeerden Checkpoint met 8,6 als rapportcijfer. Ook gaven ze aan dat ze door de hiv-sneltest zich vaker op hiv zouden laten testen.

### Logistiek

#### Afsprakenagenda
Vanwege de populariteit, met name onder hetero's, werd gewerkt met een afsprakenagenda met inloopmogelijkheid. In deze agenda werd 75% gereserveerd voor cliënten met verhoogd risico. Zodra de overige 25% volgeboekt was, kregen bellers de mogelijkheid om zich op een wachtlijst te plaatsen. Op donderdagavond werden ze teruggebeld en kregen ze de eventuele lege plekken aangeboden.
Opvallend was ook dat hetero's beter hun afspraak nakomen als ze laat op de avond geholpen konden worden.

#### Consulten spreiden of comprimeren
Wanneer cliënt A wacht op zijn uitslag is er ruimte om het pre test gesprek met cliënt B te houden. Artsen en verpleegkundigen worden op deze manier optimaal ingezet.  

### Preventie

#### Enquête over het weigeren van vaccinatie
Aan cliënten uit de risicogroepen werd een gratis vaccinatie tegen hepatitis B aangeboden. Niet iedereen nam dit aanbod aan en door deze cliënten een enquête te laten invullen, werd in beeld gebracht waarom ze afzagen van dit aanbod.

#### Preventie in de wachtkamer
In de wachtkamer werd zo veel mogelijk de tijd ingevuld met allerlei preventieactiviteiten zoals: een computer waarop bezoekers hun kennis konden toetsen over hiv, hepatitis A/B of condooms. Deze toetsen werden afgewisseld met korte filmpjes over condoomgebruik. Naast cliënten werd elke bezoeker, die mee kwam ter ondersteuning van de cliënt, actief betrokken bij condoomdemonstraties.

## Lessons learned
Initiatieven vanuit de doelgroep kunnen reguliere instellingen tot innovatie bewegen.